# Kuroyuri danchi: Joshō
Kuroyuri danchi: Joshō (クロユリ団地～序章～?), in linguaggio internazionale The Complex) è un dorama del 2013 della TBS in 12 episodi diretto da Hideo Nakata, Keisuke Toyoshima, Tomohiro Kubo e Ryuta Miyake.
Si tratta dello spin-off del film horror The Complex.

## Trama
Nel complesso di appartamenti Kuroyuri accadono strani fenomeni paranormali. Un bambino di nome Minoru si ritrova suo malgrado coinvolto in questi fenomeni.

## Personaggi e interpreti
- Sosei Tanaka: Minoru Kinoshita
- Taro Suruga: Yousuke Imura (ep.1-2,11-12)
- Aimi Satsukawa: Yoko Kuramoto (ep.1-2)
- Emiko Matsuoka: Naomi Imura (ep.1-2,12)
- Yoshiyuki Morishita: Satake (ep.1-2)
- Maiko Asano: Madre di Naiken (ep.1-2)
- Itsuki Sagara: Mami Shindo (ep.3-4)
- Yui Miura: Mizuho Munakata (ep.3-4)
- Fumi Moriya: Yoko Munakata (ep.3-4)
- Mari Banno: Eriko Adachi (ep.3-4)
- Azumi Uchiumi: Ayano Kurimoto (ep.3-4)
- Yuna Shindo: singing kindergartener (ep.3-4)
- Tadashi Sakata: Goro Yamazaki (ep.5-6)
- Kinuwo Yamada: Miyuki Ogata (ep.5-6)
- Miyuki Matsuyama: Kumiko Yamasaki (ep.5-6)
- Kento Shibuya: Yusuke Nishina (ep.5)
- Kyusaku Shimada: Kunio Kashiwagi (ep.5-6)
- Sosei Tanaka: Shinichi Yamazaki (ep.5-6)
- Tomoya Nakamura: Kazuya Watanabe (ep.7-8)
- Atsuko Sudo: Sayori Watanabe (ep.7-8)
- Keiko Yumi: Tamiyo Iida (ep.7-8)
- Sayuri Iwata: Minako Tachibana (ep.7-8)
- Hiroki Narimiya: Shinobu Sasahara (ep.7)
- Rika Adachi: Reina Hayama (ep.9-10)
- Kokoa Ishii: Reina Hayama da giovane (ep.9-10)
- Kazuyuki Matsuzawa: Yusuke Hayama (ep.9-10)
- Yuni Takimoto: Ikuyo Hayama (ep.9-10)
- Atsushi Oda: Shinichi Ihara (ep.9)
- Yuka Hoshaku: Kaoru Sannomiya (ep.9-10)
- Akiko Hoshino: Tae Miyamoto (ep.10)
- Yuko Genkaku: Tomoe Kobayashi (ep.11-12)
- Kisuke Iida: Osamu Kobayashi (ep.11-12)
- Atsuko Maeda: Asuka Ninomiya (ep.12)
- Yūrei Yanagi: Ishizuka (ep.12)

## Episodi
| Nº | Giapponese 「Kanji」 - Rōmaji | In onda        | In onda |
| Nº | Giapponese 「Kanji」 - Rōmaji | Giapponese     |         |
| 1  | 「第1話」                     | 9 aprile 2013  |         |
| 2  | 「第2話」                     | 16 aprile 2013 |         |
| 3  | 「第3話」                     | 23 aprile 2013 |         |
| 4  | 「第4話」                     | 30 aprile 2013 |         |
| 5  | 「第5話」                     | 7 maggio 2013  |         |
| 6  | 「第6話」                     | 14 maggio 2013 |         |
| 7  | 「第7話」                     | 21 maggio 2013 |         |
| 8  | 「第8話」                     | 28 maggio 2013 |         |
| 9  | 「第9話」                     | 4 giugno 2013  |         |
| 10 | 「第10話」                    | 11 giugno 2013 |         |
| 11 | 「第11話」                    | 18 giugno 2013 |         |
| 12 | 「第12話」                    | 25 giugno 2013 |         |